# Delphine Seyrig
Delphine Claire Belriane Seyrig (Beiroet, 10 april 1932 – Parijs, 15 oktober 1990) was een Frans actrice en regisseuse.

## Leven en werk
Ze was een dochter van de archeoloog Henri Seyrig en Hermine de Saussure en een zus van componist Francis Seyrig. Ze groeide op in Libanon en verhuisde op haar tiende met het gezin naar New York. Toen haar ouders terugkeerden naar Libanon, stuurden zij haar van 1947 tot 1950 naar Le Collège-Lycée Cévenol International in Haute-Loire.
Na haar studie in komedie maakte ze haar debuut in 1952 in het Centre dramatique de l’Est. Vanaf 1954 speelde ze enige tijd voor het stadstoneel van Saint-Étienne, waar ze succes had met De meeuw van Tsjechov. In de televisieserie Sherlock Holmes uit 1954 speelde ze een gastrol.
In 1956 keerde ze korte tijd terug naar New York waar ze zich verder in het acteursvak schoolde. Daar speelde ze in 1959 ook haar eerste filmrol, in de korte film Pull My Daisy. Daarna keerde ze weer terug naar Frankrijk.
Nog relatief onbekend speelde ze de hoofdrol in de films L'Année dernière à Marienbad en Muriel ou le Temps d'un retour, beide van Alain Resnais. Ze was toonaangevend voor de toen opkomende filmstijl Nouvelle vague.  Zo speelde ze voor Nouvelle vague-regisseur François Truffaut de vrouw op wie hoofdpersonage Antoine Doinel verliefd wordt in de tragikomedie Baisers volés, het derde luik van diens Doinel-cyclus.
Luis Buñuel castte haar twee keer: als prostituee in het drama La Voie lactée en als een van de bourgeoises in de tragikomedie Le Charme discret de la bourgeoisie. In de film Les lèvres rouges (Dorst naar bloed, Daughters of Darkness) van de Belgische regisseur Harry Kümel speelde ze een vampier.
Voor haar rol in Muriel ou le Temps d'un retour uit 1963 werd ze op het filmfestival van Venetië bekroond. In 1976 speelde ze de hoofdrol in de film Jeanne Dielman en werd ze genomineerd voor de César voor Beste actrice voor haar rol in het drama India Song en in 1978 opnieuw voor haar rol in het drama Repérages. In 1981 werd ze een derde keer genomineerd, deze keer voor de César voor beste vrouwelijke bijrol voor haar rol in de tragikomedie Chère inconnue.

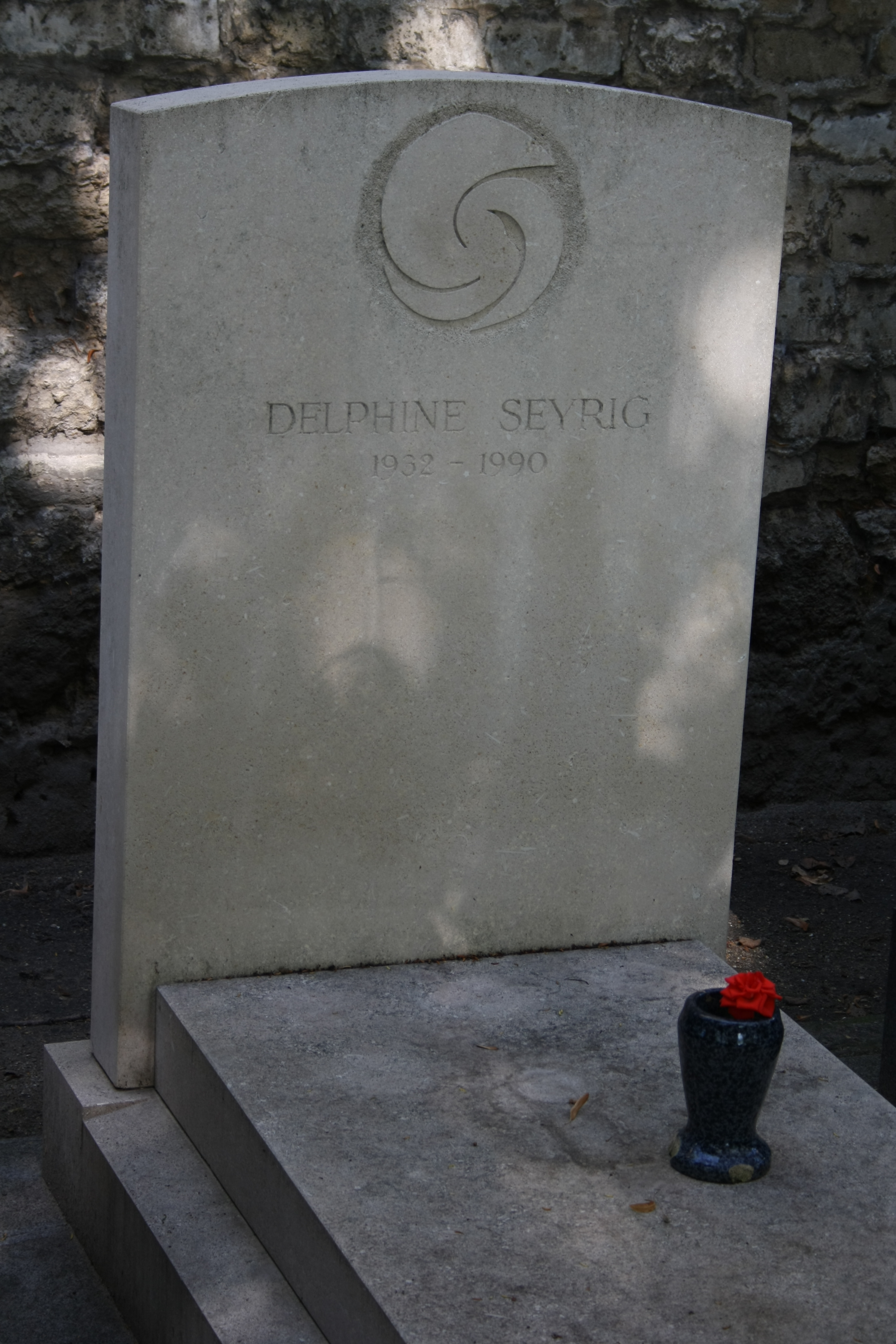
Haar grafsteen op het Cimetière du Montparnasse in Parijs

In 1990 overleed ze op 58-jarige leeftijd aan longkanker in Parijs. Daar ligt ze begraven op het Cimetière du Montparnasse.

## Filmografie

### Actrice
- 1959: Pull My Daisy (Robert Frank) (korte film)
- 1961: L'Année dernière à Marienbad (Alain Resnais)
- 1963: Muriel ou le Temps d'un retour (Alain Resnais)
- 1966: Qui êtes-vous, Polly Maggoo? (William Klein)
- 1966: Comédie (Marin Karmitz) (korte film)
- 1967: Accident (Joseph Losey)
- 1968: Baisers volés (François Truffaut)
- 1968: La musica (Marguerite Duras)
- 1969: Mr. Freedom (William Klein)
- 1969: La Voie lactée (Luis Buñuel)
- 1969: El Vientre de la ballena (Julian Pablo)
- 1970: Peau d'âne (Jacques Demy)
- 1970: Le Lys dans la vallée (tv)
- 1971: Daughters of Darkness (Les Lèvres Rouges) (Harry Kümel)
- 1971: Tartuffe (tv)
- 1972: Le Charme discret de la bourgeoisie (Luis Buñuel)
- 1972: Le Journal d'un suicidé (Stanislav Stanojevic)
- 1973: The Day of the Jackal (Fred Zinnemann)
- 1973: A Doll's House (Joseph Losey)
- 1974: The Black Windmill (Don Siegel)
- 1974: Dites-le avec des fleurs (Pierre Grimblat)
- 1974: Le Cri du coeur (Claude Lallemand)
- 1974: Le Jardin qui bascule (Guy Gilles)
- 1975: Le Boucher, la star et l'orpheline (Jérôme Savary)
- 1975: India Song (Marguerite Duras)
- 1975: Der letzte Schrei (Robert van Ackeren)
- 1975: Aloïse (Liliane de Kermadec)
- 1976: Jeanne Dielman, 23, quai du Commerce, 1080 Bruxelles (Chantal Akerman)
- 1976: Caro Michele (Mario Monicelli)
- 1977: Baxter, Vera Baxter (Marguerite Duras)
- 1976: Son nom de Venise dans Calcutta désert (Marguerite Duras)
- 1977: Je t'aime, tu danses (François Weyergans)
- 1977: Repérages (Michel Soutter)
- 1979: Utkozben (Márta Mészáros)
- 1980: Chère inconnue (Moshé Mizrahi)
- 1980: Le Chemin perdu (Patricia Moraz)
- 1981: Le Petit Pommier (tv)
- 1981: The Man of Destiny (tv)
- 1981: Freak Orlando (Ulrike Ottinger)
- 1983: Le Grain de sable (Pomme Meffre)
- 1984: Dorian Gray im Spiegel der Boulevardpresse (Ulrike Ottinger)
- 1985: Grosse (korte film)
- 1985: Les Étonnements d'un couple moderne (tv)
- 1986: Golden Eighties (Chantal Akerman)
- 1986: Letters Home (Chantal Akerman) (tv)
- 1987: Seven Women, Seven Sins (Ulrike Ottinger)
- 1989: Johanna D'Arc of Mongolia (Ulrike Ottinger)
- 1989: Une saison de feuilles (tv)

### Regisseuse
- 1975:  Maso et Miso vont en bateau
- 1976:  Scum Manifesto
- 1981:  Sois belle et tais-toi

- Bibsys: 99018196
- Biblioteca Nacional de España: XX1333175
- Bibliothèque nationale de France: cb13899690f (data)
- Catàleg d'autoritats de noms i títols de Catalunya: 981058514872306706
- CiNii: DA17138057
- Gemeinsame Normdatei: 124050441
- International Standard Name Identifier: 0000 0001 2276 152X
- Library of Congress Control Number: no97027263
- MusicBrainz: 80b5d727-c011-4407-8d86-80ccd782e2bd
- Nationale Bibliotheek van Tsjechië: xx0135404
- Nationale bibliotheek van Australië: 35232076
- Nationale Bibliotheek van Israël: 987007427824505171
- Nederlandse Thesaurus van Auteursnamen: 284851345
- Réseau des bibliothèques de Suisse occidentale: 02-A003824529
- SNAC: w64n00xq
- Système universitaire de documentation: 079001041
- Union List of Artist Names: 500474273
- Virtual International Authority File: 7575325